# Broadcasting (rede de computadores)
Em telecomunicações e teoria da informação, broadcasting (do inglês to broadcast, "transmitir") é um método de transferência de mensagem para todos os receptores simultaneamente. O broadcasting pode ser realizado como uma operação de alto nível em um programa, por exemplo broadcasting Message Passing Interface, ou pode ser uma operação de rede de baixo nível, por exemplo broadcasting sobre Ethernet.
Comunicação todos para todos é um método de comunicação de computadores no qual cada emissor transmite mensagens para todos os receptores dentro de um grupo. Isto contrasta com o método ponto a ponto no qual cada emissor comunica-se com um receptor.

## Visão geral
- anycast

- broadcast

- multicast

- unicast

Em redes de computadores, broadcasting refere-se a transmitir um pacote que será recebido por todos os dispositivos na rede. Na prática, o escopo do broadcast é limitado a um domínio de broadcast. Realizar um broadcast de uma mensagem é o contraste do endereçamento unicast, no qual um hospedeiro envia datagramas para outro hospedeiro único identificado por um único endereço IP.
Broadcasting é o método de comunicação mais geral, e é também o mais intensivo no sentido de que um grande número de mensagens são necessários.

## Tipos de redes
Redes broadcast podem dividir-se em:
- Estáticas: Divisão do tempo de intervalos discretos (slots) permitindo cada máquina transmitir apenas durante seu slot.
- Dinâmicas: Alocação de canal por demanda.
- Centralizada: Sistema de arbitragem único.
- Descentralizada: Cada máquina decide por si mesma, qual a decisão por ela tomada.